# Choca-de-olho-vermelho
Choca-de-olho-vermelho (nome científico: Thamnophilus schistaceus) é uma espécie de ave pertencente à família dos tamnofilídeos. Pode ser encontrada na Bolívia, Brasil, Colômbia, Equador e Peru.
Seu nome popular em língua inglesa é "Plain-winged antshrike".